# Günther Lützow

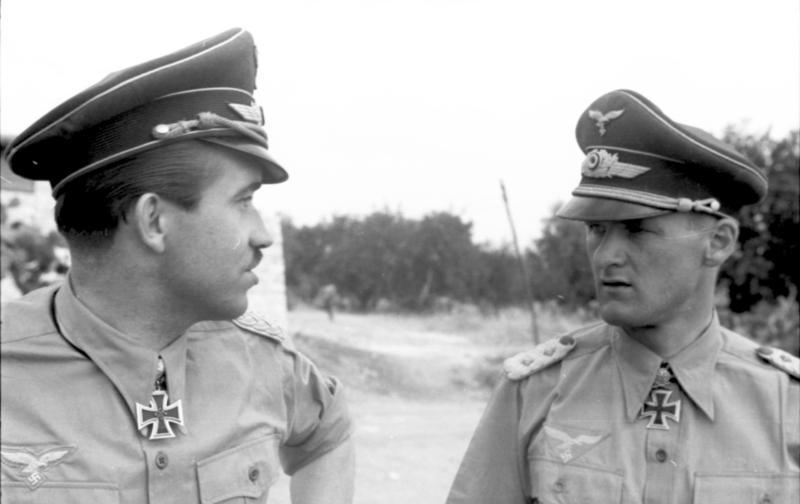
Adolf Galland és Günther Lützow Dél-Olaszországban, 1943

Günther Lützow ezredes (Kiel, 1912. szeptember 4. – Donauwörth, 1945. április 24.) német harci pilóta. Pályafutása során több mint 300 légi ütközetben vett részt, 110 győzelmet aratott. A spanyol polgárháborúban a Condor légióban küzdött a köztársasági kormány erői ellen, itt öt alkalommal győzött. A második világháború utolsó napjaiban az amerikaiakkal vívott légi harcban veszítette életét.

## Pályakezdése
1931. április 2-án kezdte meg tanulmányait egy német kiképző táborban. A K31-eseknél szolgált Wolfgang Falck és Hannes Trautloft mellett. Lützow hadnagyként szolgált a gyalogságban mielőtt a Luftwafféhez került volna.

## A spanyol polgárháborúban
A spanyol polgárháború alatt a Condor légióban szolgált pilótaként (2./J88.) 1937 márciusától szeptemberig. Günther Lützow ötször győzte le a spanyolokat, beleértve első rekordját a Bf 109-essel.

## A második világháborúban
A Barbarossa hadműveletben a JG 3 vadászezredet vezette, amely Bf 109 G–2 vadászokkal alig hat hét alatt elérte a 100 legyőzött ellenséges repülőgépet. 1943-ig szolgált a keleti fronton, majd a kurszki csata után a hátország védelmére irányították.

## Halála
1945. április 24-én Ingolstadt és Donauwörth térségében Lützow több támadást hajtott végre amerikai bombázó kötelékek ellen Me 262-es gépével. A reggeli órákban lelőtt egy B–26 Maraudert. Délután ismét felszállt, és megtámadott egy másik B-26-os köteléket, ezt azonban erős Thunderbolt vadászfedezet kísérte. A harc során Lützow zuhanórepülésbe vitte gépét, amelyből nem tudott visszajönni. Gépe a földbe csapódott, Lützow meghalt.

## Külső hivatkozások
- Günther Lützow Archiválva 2015. július 22-i dátummal a Wayback Machine-ben
- Guentherluetzow.de